# Szojuz–36
A Szojuz–36 (oroszul: Союз 36) szovjet háromszemélyes, kétszemélyessé átalakított szkafanderes személyszállító, szabványos rendszerben épített Szojuz űrhajó.  Az űrhajó vitte az ötödik Interkozmosz (IK) legénységet a Szaljut–6 űrállomásra. Fedélzetén tartózkodott az első magyar űrhajós, Farkas Bertalan.

## Küldetés
Fő feladatuk a magyar-szovjet kísérleteket végrehajtani, valamint bekapcsolódni az előírt navigációs, csillagászati, műszaki, légkörkutatási, földfotózási, földmegfigyelési, orvosi és biológiai kutatási program folytatása. Kötelességük volt az állandó személyzet pihenését biztosítani.

## Jellemzői
Központi tervező iroda CKBEM <= Центральное конструкторское бюро экспериментального машиностроения (ЦКБЕМ)> (OKB-1 <= ОКБ-1>, most OAO RKK Energiya im. SP Korolev <= ОАО РКК Энергия им. С. П. Королёва> – Központi Kísérleti Gépgyártási Tervezőiroda). Az űrhajót kis átalakítással emberes programra, teherszállításra és mentésre (leszállásra) tervezték.
1980. május 26-án a Bajkonuri űrrepülőtér indítóállomásról egy Szojuz hordozórakéta (11А511U) juttatta Föld körüli, közeli pályára. Az orbitális egység pályája 88.8 perces, 51.6 fokos hajlásszögű, elliptikus pálya-perigeuma 197 km, apogeuma 375 km volt. Hasznos tömege 6800 kg. Szerkezeti felépítését tekintve a Szojuz űrhajó napelemtáblák nélküli változatával megegyező. Akkumulátorait az űrállomás napelemtáblái által előállított energiával tartották üzemkész állapotban. Összesen 65 napot, 20 órát, 54 percet és 23 másodpercet töltött a világűrben, ez alatt 1038 alkalommal kerülte meg a Földet.
Május 27-én automatikusan kapcsolódott a Szaljut–6 II. számú dokkolójához. A visszatérés érdekében kicserélték a személyes berendezéseket (szkafanderek, ülések, fedélzeti napló). Június 4-én Popov és Rjumin átdokkolt az I-es pozícióba.
Június 3-án belépett a légkörbe, a visszatérés hagyományos módon – ejtőernyős leereszkedéssel – történt, Zsezkazgantól 140 kilométerre délkeletre ért földet.

## Kísérletek
Több magyar kutatóintézet dolgozta ki Farkas Bertalan programját 1976 és 1980 között.
A Dózis kísérlethez az MTA Központi Fizikai Kutatóintézet (KFKI) fejlesztette ki a Pille termolumineszcens sugárdózismérőt (TLD), amellyel még a világűrben meg lehet határozni az űrhajósokat ért sugárzás mennyiségét. A meglévő műszerekkel ugyanis meg kellett várni a földet érést, hogy kielemezhessék a mérési eredményeket. A Pille továbbfejlesztett változatát használták a Mir űrállomáson és újabban a Nemzetközi Űrállomáson, az állomások sugárzásvédettségének feltérképezésére és a legénység terhelésének mérésére.
A Rabotoszposzobnoszty kísérlet során a Repülőorvosi Vizsgáló és Kutató Intézet és a Medicor által fejlesztett Balaton műszerrel az űrhajósok szellemi munkavégző képességét vizsgálták.
A Johan Béla Országos Epidemiológiai Központban működő űrélettani laboratórium készítette az INTERFERON sejtbiológiai kísérletet, ami az immunrendszer interferon sejtjeinek működését vizsgálta súlytalanságban. Ez volt az első világűrben végzett kísérlet, amely sejtbiológiai folyamatokat hasonlított össze súlytalanságban és gravitációs körülmények között. Az űrhajón lévő sejtek 4-8-szor annyi interferont termeltek, mint a földi laboratóriumban lévők.
Az Ötvös kísérlet során a félvezetőtechnikában jelentős fémek (gallium, arzén, indium, ólom) kristályszerkezetét és ötvözeteit vizsgálták. A Bealuca kísérletben eltérő fajsúlyú fémek keveredését és diffúzióját, alumínium és réz súlytalanságban létrehozott ötvözetét tanulmányozták. Az anyagtechnológiai kísérletek során kipróbálták a Krisztall kristályosító berendezést is.
Az űrrepülés alatt kétszer haladtak el Magyarország felett, így hazánk területéről több űrfelvétel is készült. A Balatonnál a tó és a vízpart ökológiája, valamint talajjavítási programok keretében Szolnok és Kisköre között a Tisza vidéke volt a vizsgálatok fő területe (Bioszféra program).

## Személyzet
(zárójelben a küldetések száma a Szojuz-36-tal együtt)

### Indításkor
- Valerij Kubaszov (3), parancsnok, Szovjetunió
- Farkas Bertalan (1), fedélzeti mérnök, Magyarország

### Visszatéréskor
- Viktor Gorbatko (3), parancsnok, Szovjetunió
- Phạm Tuân (1), fedélzeti mérnök, Vietnám

### Tartalék személyzet
- Vlagyimir Dzsanyibekov, parancsnok, Szovjetunió
- Magyari Béla, fedélzeti mérnök, Magyarország